# Katsutaro Baba
Katsutaro Baba (1877 - tháng 6 năm 1908) là một kẻ sát nhân hàng loạt người Nhật Bản đã giết 5 phụ nữ và một trẻ em ở làng Asahi (ngày nay là Tatsuno, tỉnh Nagano) từ năm 1905 đến 1907, cắt túi mật của họ sau khi khám nghiệm tử thi. Y bị kết án tử hình và bị xử tử vì tội ác của mình vào năm 1908.

## Diễn biến
Vào ngày 1 tháng 9 năm 1905, một cô gái 16 tuổi làm việc tại một cửa hàng rượu địa phương đã mất tích trong một lễ hội mùa thu được tổ chức tại một ngôi đền ở Asahi. Ban đầu người ta nghi ngờ rằng cô có thể đã bỏ trốn với một người đàn ông, nhưng điều đó đã thay đổi 9 ngày sau đó, khi cô ấy được tìm thấy đã chết trên một cánh đồng lúa ngang qua Asahi và một ngôi làng lân cận. Thi thể của cô ấy đã bị cắt bằng dao, đặc biệt là xung quanh vùng bụng dưới, và túi mật của cô ấy bị mất.
Hai tháng sau, vào ngày 3 tháng 11, một công nhân nhà máy lụa 30 tuổi đã mất tích trong khi một lễ hội khác đang được tổ chức để kỷ niệm Sinh nhật của Thiên hoàng, đồng thời với việc xây dựng ga Tatsuno đang diễn ra và chiến thắng gần đây trong Chiến tranh Nga–Nhật. Thi thể của người phụ nữ được tìm thấy dọc theo một con đường rừng gần sông Tenryū , bên ngoài ngôi làng vài km, và giống như nạn nhân hai tháng trước, cơ thể của cô đã bị cắt và cắt bỏ túi mật. Sự tương đồng giữa hai vụ việc đã gây ra nỗi sợ hãi trong dân chúng địa phương, những người sợ rằng kẻ sát nhân đang giết phụ nữ vì mục đích bất chính.
Vào tháng 8 năm 1906, gần một năm sau vụ giết người đầu tiên, thi thể của một phụ nữ 27 tuổi, bé trai sơ sinh và một người giúp việc 17 tuổi được phát hiện trong túp lều của họ. Cả hai nạn nhân nữ đều bị rạch bụng. Ghi nhận mức độ tàn bạo của tội ác, thám tử cảnh sát khám nghiệm kết luận rằng thủ phạm là một người địa phương có khả năng đã lấy nội tạng để bán. Điều này xuất phát từ niềm tin đương thời rằng nội tạng người có thể chữa bệnh lao và viêm phổi, và thực tế là chúng có thể được bán để đổi lấy các loại thảo mộc Trung Quốc.
Vào cuối tháng 1 năm 1907, một phụ nữ 48 tuổi mất tích ở vùng lân cận Asahi, thi thể được tìm thấy trong một mỏ đá cách đó vài km vào tháng sau đó. Giống như những nạn nhân trước đó, túi mật của cô đã bị cắt mất. Trước những lời chỉ trích ngày càng nhiều, cảnh sát trưởng địa phương đã bị cách chức và thực hiện các biện pháp cấm phụ nữ ra ngoài vào ban đêm.
Vào tháng 8 năm 1908, một phụ nữ 32 tuổi bị tấn công bởi một kẻ không rõ danh tính và bắt đầu bóp cổ cô. Suy nghĩ nhanh chóng, cô siết chặt tinh hoàn của người đàn ông, buộc anh ta phải buông ra. Vì đó là một đêm trăng sáng, người phụ nữ có thể nhận ra kẻ tấn công là Katsutaro Baba, 30 tuổi. Được coi là một người đàn ông trung thực và chăm chỉ của gia đình, Baba đã chuyển đến Asahi khoảng mười năm trước, ban đầu làm việc tại một cửa hàng rượu trước khi trở thành người quản lý độc lập của nhà máy nước địa phương. Ngày hôm sau, sau khi cô báo cảnh sát, Baba bị bắt và bị thẩm vấn về tội ác. Anh ta đã thú nhận tất cả sáu vụ giết người, và như cảnh sát đã nghi ngờ, anh ta khai đã bán túi mật với giá cao cho một "thương gia" bí ẩn từ Osaka", người bị một số loại bệnh hiểm nghèo.
Bất chấp những tuyên bố, không một thương gia nào như vậy được xác định, và những lời khai của Baba ngày càng trở nên mâu thuẫn và thiếu mạch lạc, có thời điểm hắn tuyên bố rằng một con quạ sẽ ăn túi mật nếu để nó khô ở cối xay nước. Cuối cùng, Baba bị kết án tử hình và bị treo cổ vì tội ác của mình tại nhà tù Tokyo vào tháng 6 năm 1908. Không có vụ tấn công tương tự nào xảy ra sau khi hung thủ qua đời, và vụ việc giờ đây vẫn là một phần của lịch sử địa phương.